# Viktor Bauer (1847)
Viktor Arnold Jakob rytíř Bauer (16. dubna 1847 Brno – 30. září 1911 Breitenstein) byl německý podnikatel, cukrovarník velkostatkář, finančník a poslanec Moravského zemského sněmu. Byl otcem Viktora Bauera mladšího.

## Životopis
Narodil se do rodiny podnikatele Mořice Bauera a Mathildy, rozené Rittlerové. Vystudoval německé gymnázium, německou techniku v Brně a univerzitu v Lipsku. Od roku 1870 začal postupně pracovat v otcových podnicích, cukrovarech i přebíral finančnické aktivity. Podílel se i na vedení Brněnské železniční společnosti, jejímž byl prezidentem. Rovněž byl zvolen za velkostatkářskou kurii poslancem Moravského zemského sněmu v roce v 1896.
V roce 1884 koupil statek Spálov na Novojičínsku, který měl rozlohu 800 ha, od hraběte Filipa Kinského a přebudoval ho na moderní zemědělský závod. V roce 1895 odkoupil od Josefa Friedricha landskraběte Fürstenberga velkostatek Kunín u Nového Jičína, jenž měl rozlohu 884 ha.
Po roce 1906 začal investovat do akciové společnosti cukerní rafinerie v Hrušovanech u Brna, kde se stal prezidentem. Také byl správním radou Moravské eskomptní banky a Brněnské společnosti místních drah. Byl rovněž cenzorem První moravské spořitelny se sídlem v Brně.
V brněnské katedrále svatého Petra a Pavla se v červenci 1875 oženil s Mariettou Chlumeckou (1856–1911), dcerou Petra Chlumeckého. Z manželství vzešli synové Viktor (1876–1939), Moriz (1882–1945) a Peter (1888–1965).
Zemřel roku 1911 v Breitensteinu. Pohřben byl v rodinné hrobce na Ústředním hřbitově v Brně. Tvůrcem náhrobku byl Johann Eduard Tomola, významný konkurent Adolfa Loose st., otce architekta Adolfa Loose. Monument se nedochoval v původní podobě a jeho prvky jsou součástí jiného hrobu.

## Vyznamenání a pocty
- Komturský kříž Řádu Františka Josefa I. (1910)

## Zajímavosti
Dne 21. července 1889 došlo k slavnostnímu otevření cyklistické dráhy na Bauerově rampě, jejíž vytvoření Bauer finančně podpořil